# روزي جونز
روزي جونز (بالإنجليزية: Rosie Jones)‏ هي معلقة رياضية أمريكية، ولدت في 13 نوفمبر 1959 في سانتا آنا في الولايات المتحدة.

## وصلات خارجية
- الموقع الرسمي
- روزي جونز على موقع رابطة لاعبات الغولف المحترفات (الإنجليزية)
- روزي جونز على موقع قاعة نيو مكسيكو للمشاهير الرياضية (الإنجليزية)